# Louis François Marcot
Louis François Marcot, né le 22 août 1845 à Vauvillers et mort le 4 octobre 1914 à Essarts-lès-Bucquoy, est un officier général français.
C'est l'un des 42 généraux français morts au combat durant la Première Guerre mondiale.

## Biographie
Né à Vauvillers (Haute-Saône) le 22 août 1845, Louis Marcot est le fils de Louis François, sellier, et d’Hortense Becker. Saint-cyrien de la promotion d’Oajaca (1864-1866), officier d’infanterie au 49e régiment d'infanterie de ligne, il est lieutenant au début de la guerre franco-prussienne. Passé au 113e régiment d'infanterie en septembre, il échappe à la mort dans l’explosion d’une poudrière. Il sert ensuite à l’armée de Versailles de mars à juin 1871. Au 113e d’infanterie, commandé par le colonel Cholleton qui le précédera en tant que commandant de l'École Spéciale Militaire de Saint-Cyr, Marcot est promu capitaine en 1875. Le 30 octobre 1876, il épouse Louise Ratisbonne, fille de Louis Ratisbonne, bibliothécaire du Sénat mais également poète alsacien. L’un de ses témoins de mariage est le général Cholleton. Chef de bataillon en 1883, Marcot est affecté en Afrique du Nord entre 1889 et 1890. Pendant les années 1890, il sert successivement aux 63e puis 7e régiment d’infanterie. Colonel en 1896, il est promu général de brigade en mai 1901 et placé en disponibilité. Le 12 octobre 1901, il prend le commandement de l’École spéciale militaire de Saint-Cyr et succède au  général Passérieu. 
Quatre promotions se succèdent pendant son passage à l’école : du centenaire d’Austerlitz (1904-1906), de La Tour d’Auvergne (1903-1905), du Sud-Oranais (1902-1904), du centenaire de la Légion d’honneur (1901-1903). Marcot doit faire appliquer la nouvelle loi sur le recrutement de l’armée du 21 mars 1905. Elle fixe à deux ans la durée du service actif et impose aux Saint-cyriens (et aux Polytechniciens) une année de service  dans un corps de troupe avant d’intégrer l’École. 
Sous son commandement, l’École connait de profondes transformations dans son organisation. Les sœurs de Saint-Vincent de Paul, attachées au service de l’infirmerie-hôpital quittent l’École et sont remplacées par du personnel militaire et civil de l’État. Marcot résiste aussi aux demandes du ministère de la Guerre qui exige le départ de monseigneur Lanusse, aumônier de l’école depuis 1871. Finalement, celui-ci décède le 25 octobre 1905. Marcot doit aussi faire face à plusieurs mouvements d’opposition des élèves. Ainsi, malgré l’interdiction, les élèves de la promotion d’In Salah (1899-1901) jouent « la spirituelle mais mordante revue » qui égratigne l’encadrement. Cette promotion n’a pas eu de Triomphe, cérémonie clôturant traditionnellement la scolarité à Saint-Cyr.
Enfin, sous son commandement, l’élève-officier Rollin de la promotion du Sud-Oranais compose le célèbre poème « La Gloire », texte de tradition toujours appris par les Saint-cyriens.  Louis Marcot est également le père nourricier des futurs généraux Guillaume Barrau (1882-1970) et Henry Vernillat (1884-1949), saint-cyriens de la promotion de la Tour d’Auvergne (1903-1905). 
Promu général de division en janvier 1907, il prend le commandement de la 15e division d’infanterie. Touché par la limite d’âge en 1910, il est placé en 2e section, puis rappelé en 1914. On le place à la tête de la 81e division territoriale, une grande unité, composée des soldats les plus âgés, qui est engagée dans la première bataille d’Artois en octobre 1914. Le 4 octobre 1914,  durant la bataille d’Arras, il est mortellement frappé par un éclat d’obus à Essarts-les-Bucquoy, après avoir réussi à contenir l’assaut durant plusieurs jours et meurt le même jour des suites de ses  blessures. Âgé de 69 ans, c’est le Saint-Cyrien le plus âgé « mort pour la France ».

## Décorations
Commandeur de la Légion d'honneur

 Officier de l'Instruction publique

## Postérité
Son nom est inscrit au monument des Généraux morts au Champ d'Honneur 1914-1918 de l'église Saint-Louis à l'Hôtel des Invalides de Paris.
Une rue de Vauvillers et une rue de Bucquoy portent son nom.

## Sources
- Léonce Rousset, 1914-1918 : Les grands chefs de l'armée française, J. Tallandier, 1923, p. 229.
- Archives départementales du Pas-de-Calais
- L'Echo des 3 Provinces, no 192, février/mars 2018, p. 13, Michel Ziliotto, Vauvillers 70, Général Marcot une rue à son nom.